# Vittorio Adorni
Vittorio Adorni (San Lazzaro di Parma, 14 de noviembre de 1937-Parma, 24 de diciembre de 2022) fue un ciclista italiano, profesional entre los años 1961 y 1970, durante los cuales logró 60 victorias, entre las que destacan el Giro de Italia en 1965 y el Campeonato del Mundo en Ruta de 1968.

## Semblanza

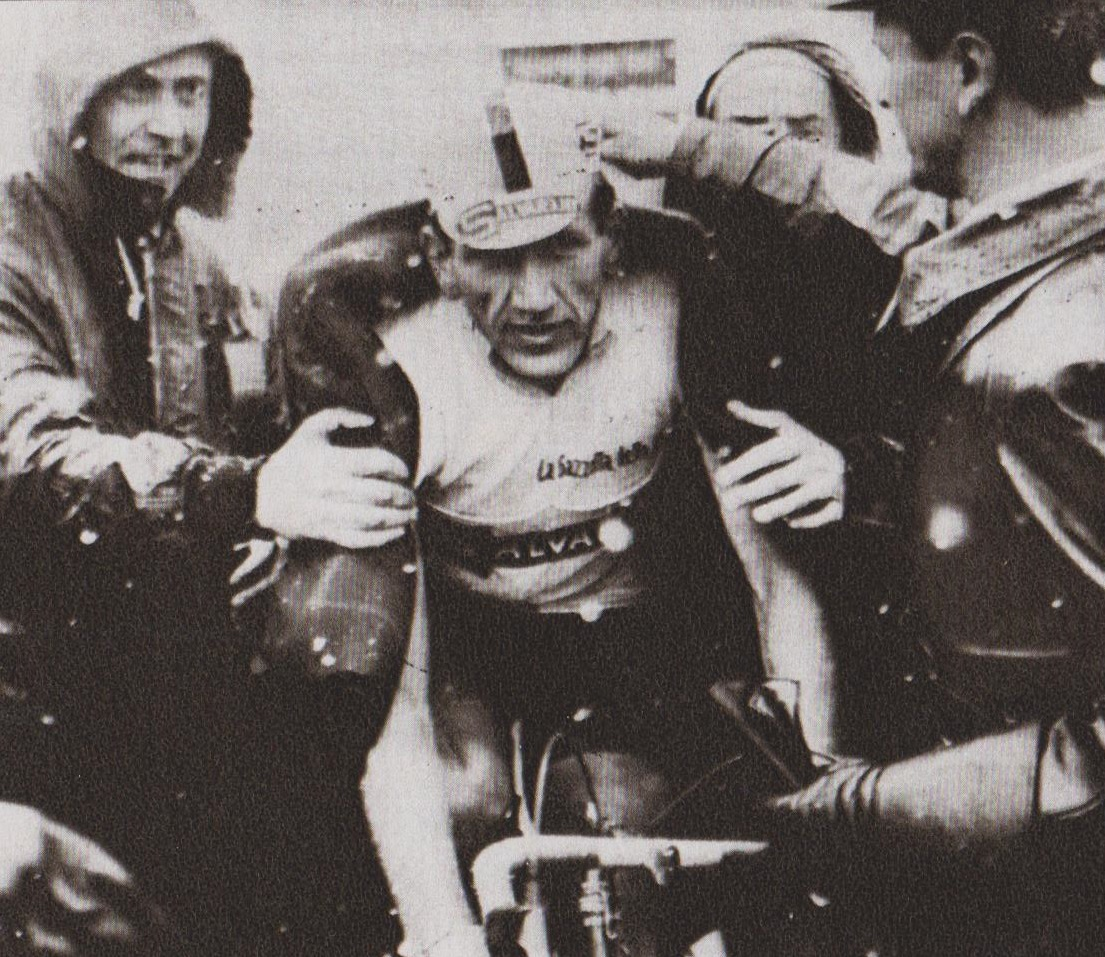
Vittorio Adorni gana el Giro de Italia de 1965.

Adorni comenzó su carrera profesional en 1961. Corrió en los años en que explotó la rivalidad entre Gimondi y Merckx (este último fue más adelante su compañero en el Faema), lo que no impidió que en el transcurso de su trayectoria deportiva, que duró diez años, lograse una serie de éxitos destacables.
Fue el vencedor del Campeonato Mundial de 1968, disputado en Ímola. Ha llevado la maglia rosa de líder del Giro durante 19 días, logrando el triunfo final en el Giro de Italia 1965, por delante de Italo Zilioli y Felice Gimondi. También fue 2.º en las ediciones de 1963 y 1968 y 4.º en las de 1964 y 1967.
Tras retirarse del ciclismo activo, ha sido comentarista de televisión y director deportivo durante algunos años, dirigiendo a los equipos Salvarani y Bianchi. Igualmente, perteneció hasta la fecha de su fallecimiento al cuerpo directivo de la UCI.

## Victoria en el Campeonato del Mundo 1968
Logró imponerse en solitario de forma concluyente en la prueba que se disputó en Imola (Italia). Tras fugarse del pelotón acompañado por el belga Rik Van Looy y el portugués Joaquim Agostinho, sabiendo de la gran velocidad al esprint del belga, Adorni inició una memorable galopada en solitario cuando todavía restaban 90 km hasta la meta, a la que llegó con 9 minutos y medio de ventaja sobre sus perseguidores.

## Reconocimientos
Adorni fue reconocido como uno de los ciclistas más destacados de todos los tiempos al ser elegido en el año 2002 para formar parte de la Sesión Inaugural del Salón de la Fama de la UCI.

## Palmarés
| 1961 - Coppa San Geo 1962 - 1 etapa del Giro de Italia - 1 etapa del Giro de Cerdeña 1963 - 2.º en el Giro de Italia, más 2 etapas - Giro dei Quattro Cantoni - 2 etapas del Giro de Cerdeña 1964 - 2 etapas del Giro de Italia - Giro de Cerdeña - 2.º en el Campeonato Mundial en Ruta 1965 - Giro de Italia , más 3 etapas - Tour de Romandía, más 2 etapas - 2.º en el Campeonato de Italia en Ruta 1966 - 1 etapa del Giro de Italia - Vuelta a Bélgica, más 1 etapa - Gran Premio Cynar - 1 etapa de la París-Niza - 1 etapa del Giro de Cerdeña - Gran Premio de Lugano (contrarreloj) | 1967 - 1 etapa del Giro de Italia - Tour de Romandía, más 1 etapa - 3.º en el Campeonato de Italia en Ruta - Coppa Bernocchi 1968 - 2.º en el Giro de Italia - 1 etapa del Tirreno-Adriático - Campeonato Mundial en Ruta - Gran Premio de Baden-Baden (con Ferdinand Bracke) - Circuito de Larciano 1969 - 1 etapa del Giro de Italia - Vuelta a Suiza, más 2 etapas - Campeonato de Italia en Ruta - Giro Reggio Calabria - 2 etapas del Tour de Romandía - 1 etapa de la Tirreno-Adriático - Sassari-Cagliari 1970 - 1 etapa del Tour de Romandía |

## Resultados
Durante su carrera deportiva ha conseguido los siguientes puestos en Grandes Vueltas:

### Grandes Vueltas
| Carrera | Carrera         | 1961 | 1962 | 1963 | 1964 | 1965 | 1966 | 1967 | 1968 | 1969 | 1970 |
| ------- | --------------- | ---- | ---- | ---- | ---- | ---- | ---- | ---- | ---- | ---- | ---- |
|         | Giro de Italia  | 28.º | 5.º  | 2.º  | 4.º  | 1.º  | 7.º  | 4.º  | 2.º  | 12.º | 10.º |
|         | Tour de Francia | —    | Ab.  | —    | 10.º | Ab.  | —    | —    | —    | —    | —    |
|         | Vuelta a España | —    | —    | —    | —    | —    | —    | —    | 5.º  | —    | —    |